# Berrima River

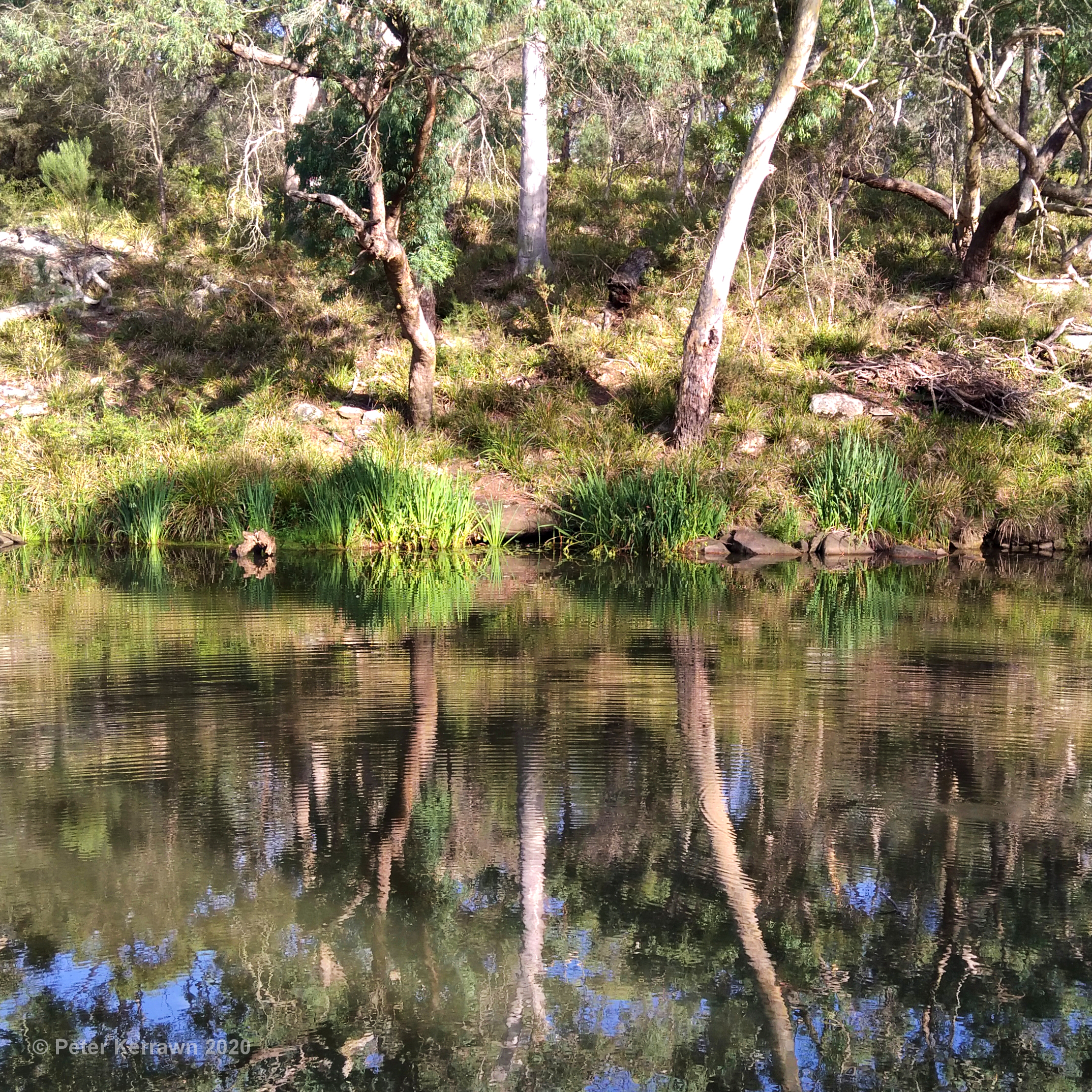
Berrima River (2019)

Der Berrima River ist ein Fluss im Südosten Australiens.
Er entspringt in der Berrima Range in der Pilot Wilderness Area, einem bundesstaatlichen Naturschutzgebiet südlich des Kosciuszko-Nationalparks. Die Quelle liegt noch in New South Wales, direkt an der Grenze zu Victoria. Von dort fließt der Fluss nach Süden über die Grenze nach Victoria und mündet im Alpine-Nationalpark in den Suggan Buggan River.
Der Fluss liegt in seiner ganzen Länge in Naturschutzgebieten und Nationalparks. Daher gibt es an ihm keine Siedlungen.